# راگبی با ویلچر در پارالمپیک تابستانی ۲۰۲۴
راگبی با ویلچر  (انگلیسی: Wheelchair rugby at the 2024 Summer Paralympics) یکی از رویدادهای برگزار شده در پارالمپیک تابستانی ۲۰۲۴ بود. این دوره از بازی‌ها از ۲۹ اوت تا ۲ سپتامبر ۲۰۲۴ به میزبانی پاریس، پایتخت فرانسه برگزار شد.
مدافع عنوان قهرمانی، بریتانیا در بازی نهایی موفق نشد تا از عنوان خود دفاع کند و در بازی پیش از پایانی، مغلوب ایالات متحده شدند. آن‌ها همچنین بازی مدال برنز را نیز به استرالیا واگذار کردند و به مقام چهارم دست یافتند. بدین شکل ژاپن تاریخ‌ساز شد. 

## مدال‌آوران
| رویداد    | طلا    | نقره                  | برنز       |
| --------- | ------ | --------------------- | ---------- |
| مختلط باز | ژاپن · | ایالات متحده آمریکا · | استرالیا · |

## رده‌بندی نهایی
| رتبه | تیم                 |
| ---- | ------------------- |
| 1    | ژاپن                |
| 2    | ایالات متحده آمریکا |
| 3    | استرالیا            |
| ۴    | بریتانیای کبیر      |
| ۵    | فرانسه              |
| ۶    | کانادا              |
| ۷    | دانمارک             |
| ۸    | آلمان               |